# Jonas Otto Kastman
Jonas Otto Kastman, född 9 februari 1798 i Lönneberga församling, Kalmar län, död 14 oktober 1881 i Tingstads församling, Östergötlands län, var en svensk präst.

## Biografi
Kastman föddes 1798 i Lönneberga församling. Han var son till kyrkoherden där Jonas Kastman. Kastman blev höstterminen 1816 student vid Uppsala universitet och prästvigdes 21 april 1821. Han blev 19 januari 1824 lärare vid Palmgrenska skolan i Västerlösa församling, tillträde samma år och 25 april 1838 komminister i Linderås församling, tillträde 1840. Kastman avlade 4 juni 1840 pastoralexamen och blev 16 september 1850 kyrkoherde i Gärdserums församling, tillträde 1853. Den 23 juni 1856 blev han kyrkoherde i Tingstads församling, tillträde 1859 och blev 4 november 1857 prost. Kastman avled 1881 i Tingstads församling.

### Familj
Kastman gifte sig 3 juli 1822 med Maria Gustava Cnattingius (1799–1876). Hon var dotter till kyrkoherden Claes Magnus Cnattingius och Fredrica Maria Ekebom i Ekebyborna församling. De fick tillsammans barnen Jon Alfred Kastman (1823–1843), Emilia Maria Kastman (1825–1877), Mathilda Christina Kastman som var gift med kyrkoherden Anton Anders Aurelius i Ekeby församling, bruksförvaltaren Claës Johan Kastman (1830–1896) på Hede i Dalarna, adjunkten Carl Wilhelm Kastman vid Linköpings seminarium, bokhållaren Jacob Otto Kastman (1835–1884) på Heda och kyrkoherden Knut Arvid Kastman i Kuddby församling.